# Афера Цеплиса
«Афера Цеплиса» (латыш. Ceplis) — советский фильм (криминальная драма), снятый в 1972 году на Рижской киностудии режиссёром Роландом Калныньшем по роману Павилса Розитиса «Цеплис». Включён в Культурный канон Латвии.

## Сюжет
Рига 1920-х годов. Именно сюда с большими деньгами сбежал из Советской России коммерсант Эдгар Цеплис, организовал акционерное общество по производству кирпича и стал получать прибыль. Но кирпичи на экспорт не пошли — сырье оказалось негодным. Вскоре и внутренний рынок стал отказываться от такого товара. Сбыв все акции, Цеплис на время затаился и стал задумывать новую авантюру.

## В ролях
- Эдуард Павулс — Цеплис
- Хелга Данцберга — Берта
- Гунар Цилинский — Нагайнис
- Регина Разума — Аустра Зиле
- Айварс Силиньш — Эдмунд Саусайс
- Велта Страуме — Валентина
- Роланд Загорскис — Цауне
- Лидия Фреймане — Саусене
- Артур Димитерс — Сескс
- Улдис Думпис — Бриедис
- Ольгерт Кродерс — депутат Клявиньш
- Ростислав Горяев — депутат Цирулис
- Юрис Стренга — Дзильупиетис
- Имантс Адерманис — Зутис
- Лига Лиепиня — госпожа Зуша
- Эдгар Лиепиньш — Крауклис
- Маргарита Вилцане — ресторанная певица
- Харий Авенс — Милорд

## Съёмочная группа
- Режиссёр: Роланд Калныньш
- Автор сценария: Виктор Лоренц
- Оператор: Гвидо Скулте
- Художник: Улдис Паузерс
- Композитор: Маргерс Зариньш
- Редактор: Освальд Кубланов